# Nivšera
Nivšera (rusky Нившера, komijsky Ньывсер) je řeka v Komiské republice v Rusku. Je dlouhá 215 km. Povodí řeky je 4250 km².

## Průběh toku
Pramení na vysočině Očparma v Timanském krjaži. Ústí zleva do Višery (povodí Severní Dviny).

## Vodní režim
Zdrojem vody jsou převážně sněhové srážky. Průměrný roční průtok vody ve vzdálenosti 25 km od ústí činí 42 m³/s. Zamrzá na začátku listopadu a rozmrzá na začátku května.

## Využití
Vodní doprava je možná v délce 55 km do přístavu Nivšera.